# Arnaud Kalimuendo
Arnaud Kalimuendo-Muinga, född 20 januari 2002, är en fransk fotbollsspelare som spelar för Rennes.

## Klubbkarriär
Kalimuendo började spela fotboll i FC Saint Cloud och gick till Paris Saint-Germain i juli 2012. Som 16-åring spelade han för klubbens U19-lag i Uefa Youth League. Den 8 juli 2019 skrev Kalimuendo på sitt första professionella kontrakt med PSG; ett treårskontrakt. Den 10 september 2020 debuterade han i Ligue 1 i en 1–0-förlust mot RC Lens.
Den 5 oktober 2020 förlängde Kalimuendo sitt kontrakt i Paris Saint-Germain fram till juni 2024 och blev samtidigt utlånad till RC Lens på ett låneavtal över resten av säsongen 2020/2021. Kalimuendo debuterade den 18 oktober 2020 i en 4–0-förlust mot rivalen Lille OSC, där han blev inbytt i halvlek mot Corentin Jean. Den 22 november 2020 gjorde Kalimuendo sitt första mål i en 1–0-vinst över Dijon FCO.
Den 10 juni 2021 återvände Kalimuendo till PSG efter att låneavtalet slutförts. Han gjorde sin första match tillbaka i klubben den 1 augusti 2021 i en 1–0-förlust mot Lille OSC i Trophée des Champions. Dock blev Kalimuendo den 31 augusti återigen utlånad till Lens på ett säsongslån.
Den 11 augusti 2022 värvades Kalimuendo av Rennes, där han skrev på ett femårskontrakt.

## Landslagskarriär
Kalimuendo tog brons med Frankrikes U17-landslag vid U17-VM 2019 i Brasilien och gjorde bland annat ett hattrick i bronsmatchen mot Nederländerna.

## Meriter
Frankrike U17
- U17-VM: Brons 2019[15]

Individuellt
- Titi d'Or: 2020[16]